# Chikubu-shima
L'île Chikubu (竹生島, Chikubu-shima) est une île située sur le lac Biwa, le plus grand lac d'eau douce du Japon.

## Géographie

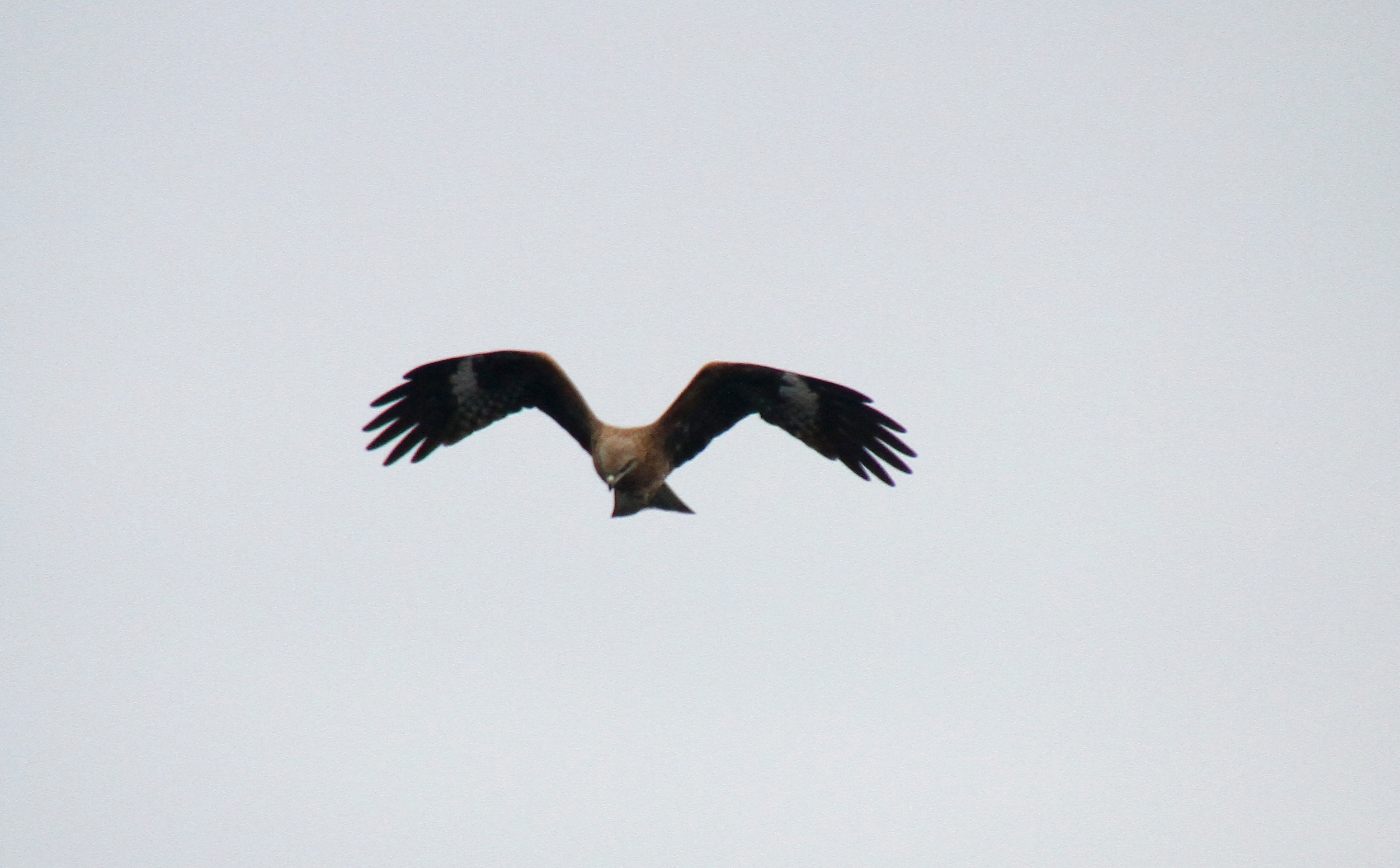
L'île accueille de nombreux milans bruns (milvus lineatus).

### Situation
L'île Chikubu est située sur le lac Biwa dans la préfecture de Shiga, au nord-est de l'ancienne capitale impériale, Kyōto. Elle est gérée par la ville de Nagahama.

### Topographie
Sa superficie est de 0,14 km2 et sa longueur côtière est de 2 km. Son point le plus élevé se trouve à 197 m d'altitude.

### Transports
L'île de Chikubu est accessible par bateau depuis trois ports situés sur le lac Biwa, et à savoir : depuis Hikone, depuis Imasu et du port de Nagahama qui est très accessible. Le trajet dure plus ou moins 30 minutes.

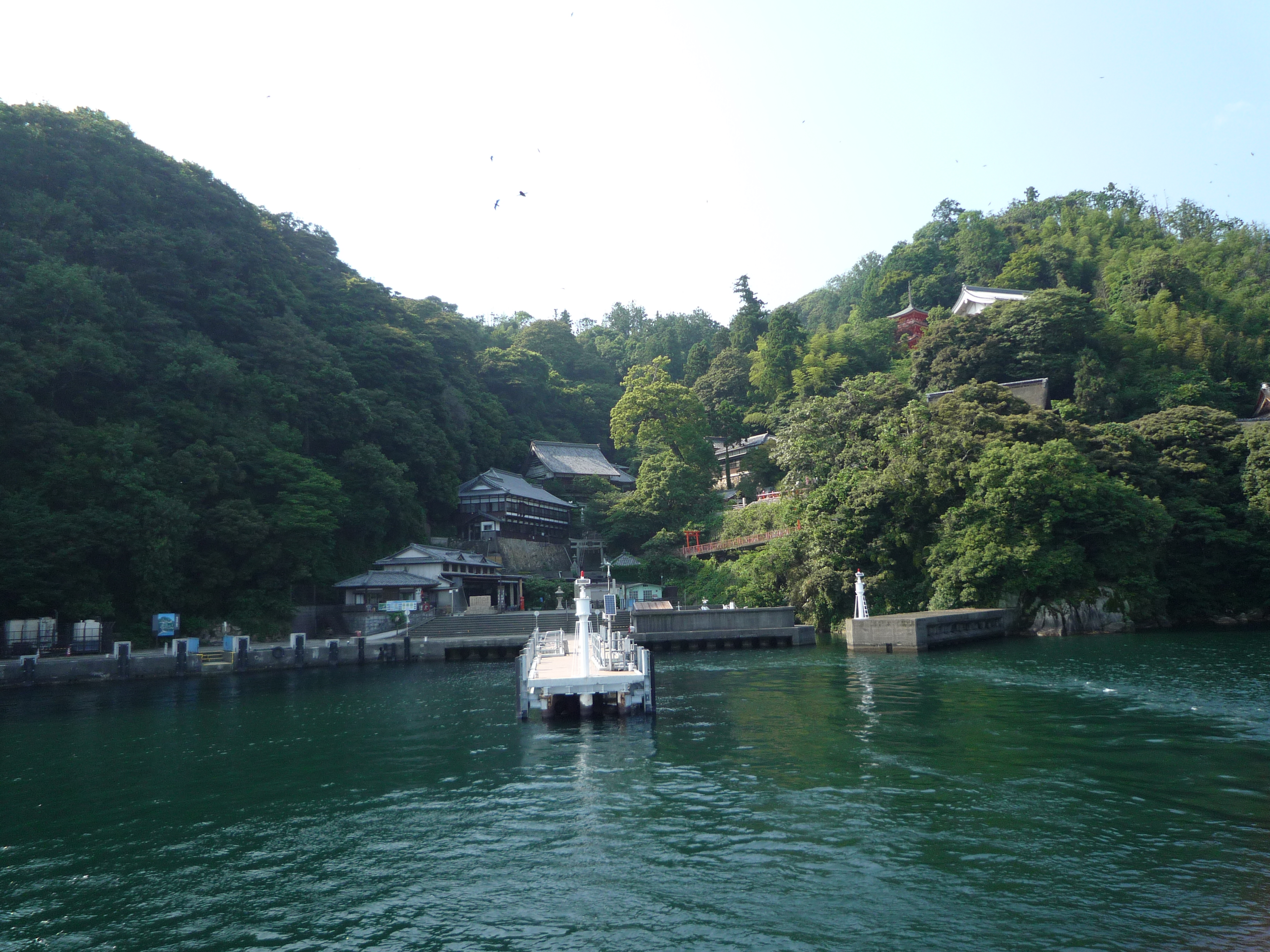
Vue de l'île Chikubu.
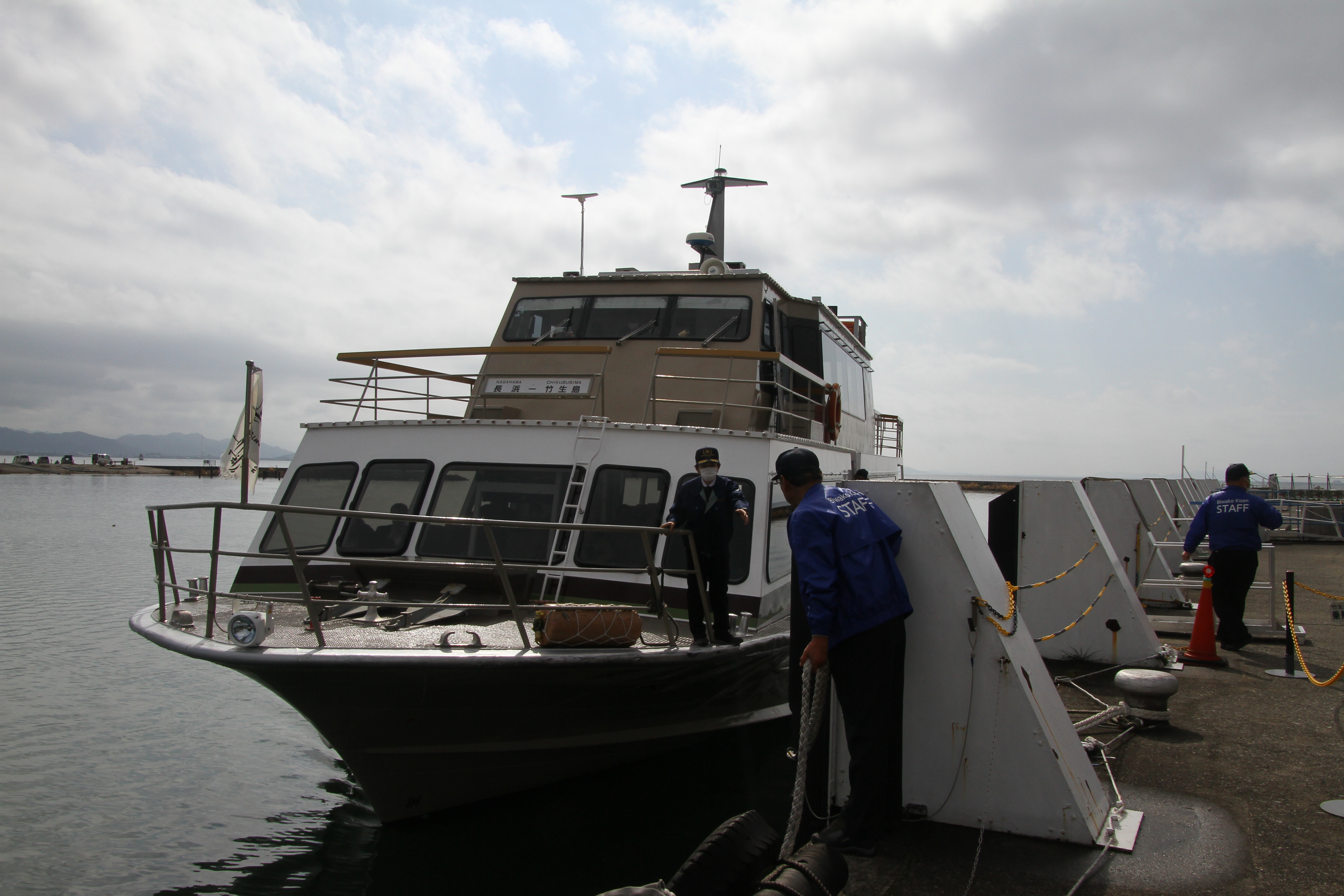
Bateau à quai au port de Nagahama pour rejoindre Chikubu
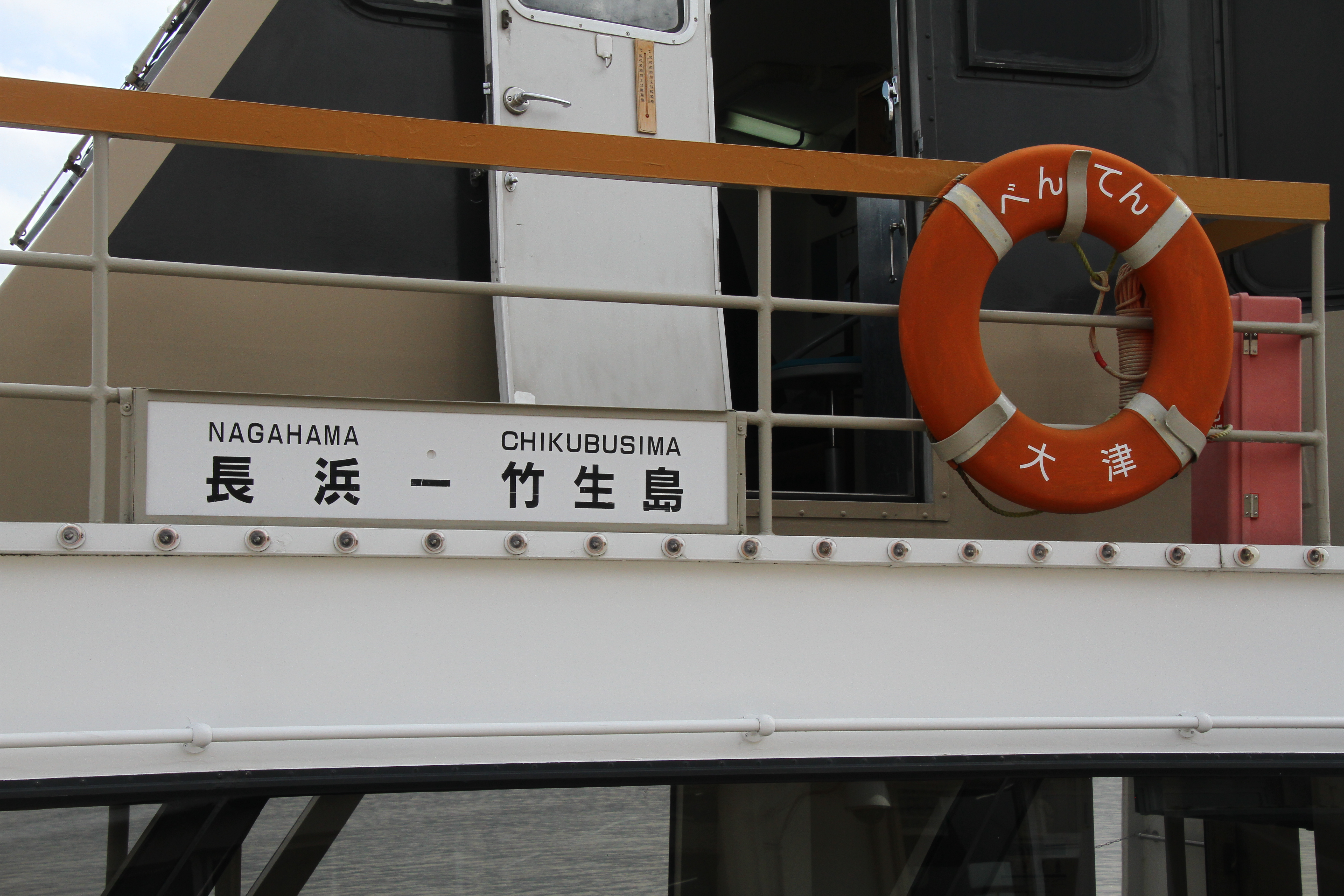
Nagahama - Chikubu-shima direct
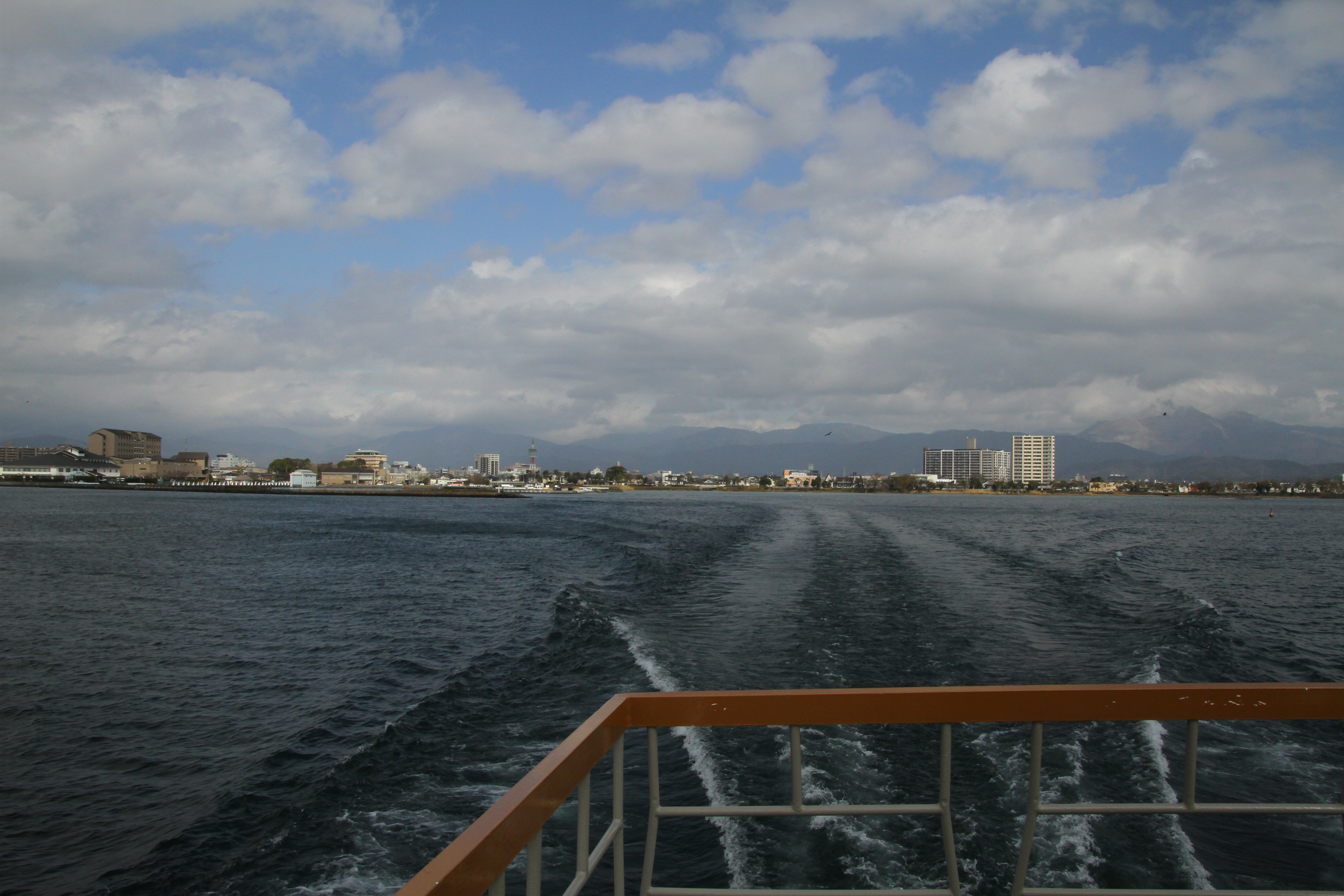
En route pour l'île de Chikubu ; au loin, Nagahama.

## Histoire
Au cours de la période Sengoku, des obligés d'Azai Nagamasa retiennent son père Hisamasa dans l'île de Chikubu, le contraignent à la retraite et établissent Nagamasa pour successeur.

## Patrimoine culturel
Chikubu-shima est un élément du patrimoine culturel du Japon aux titres des sites historiques et lieux de beauté pittoresques.
L'île compte plusieurs centres d'intérêt. Dans la partie sud se trouvent le sanctuaire Tsukubusuma (都久夫須麻神社) qui passe pour avoir été fondé en 420, et le Hōgon-ji (宝厳寺), temple du bouddhisme shingon qui daterait de 724. Anciennement connu sous le nom « Chikubu Benzai-ten », il se classe avec le sanctuaire Enoshima de la région de Kantō et le Itsukushima-jinja de la région de Chūgoku parmi l'un des trois grands sanctuaires Benzaiten du Japon.
Plusieurs œuvres des arts du spectacle japonais se rapportent à Chikubu dont la pièce de théâtre nō Chikubushima et le morceau de Heike biwa Chikubushima Mōde, deux mélodies de koto appelées Chikubushima, un jōruri (itchūbushi), un nagauta et un tokiwazu-bushi éponyme.

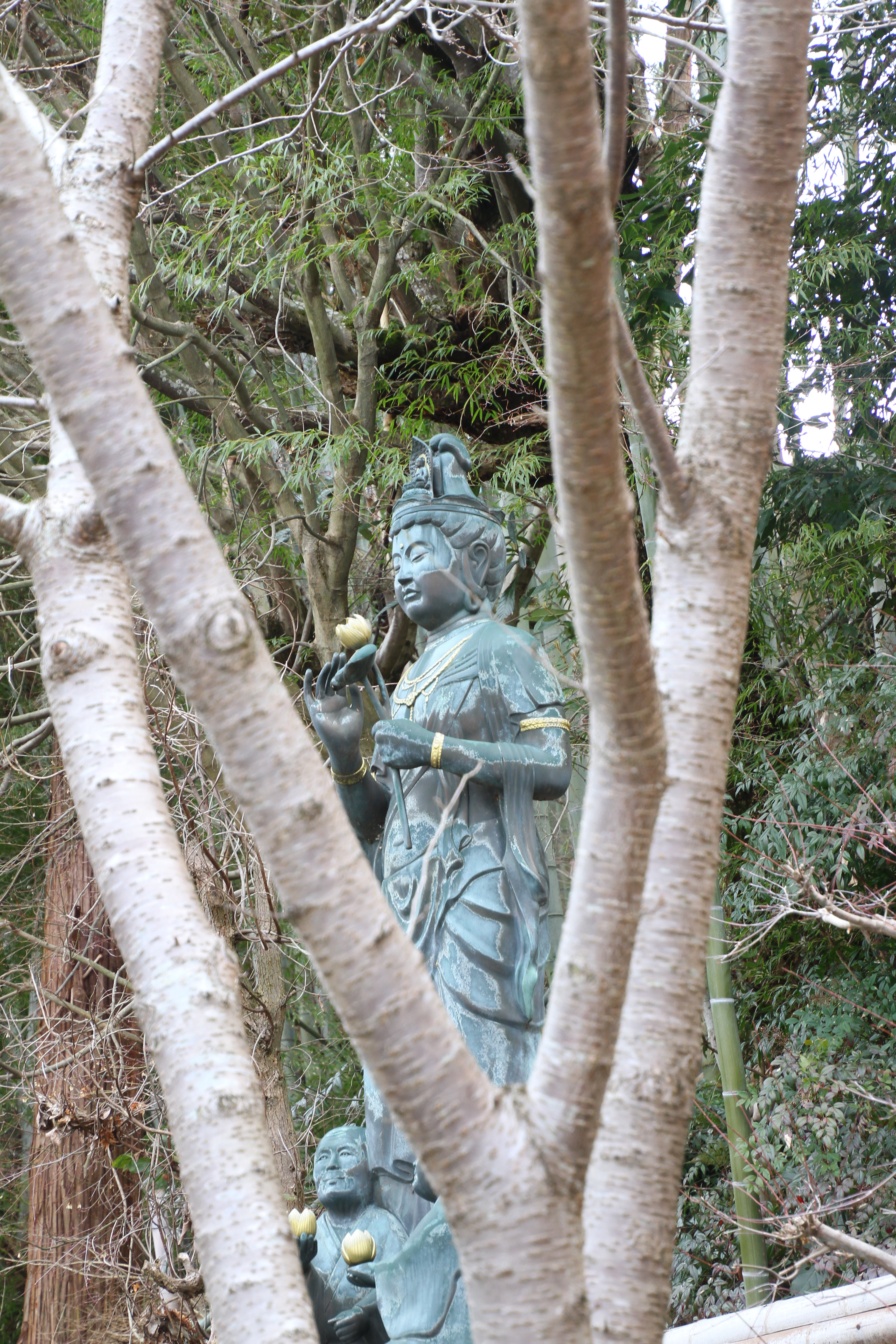
Déambulation
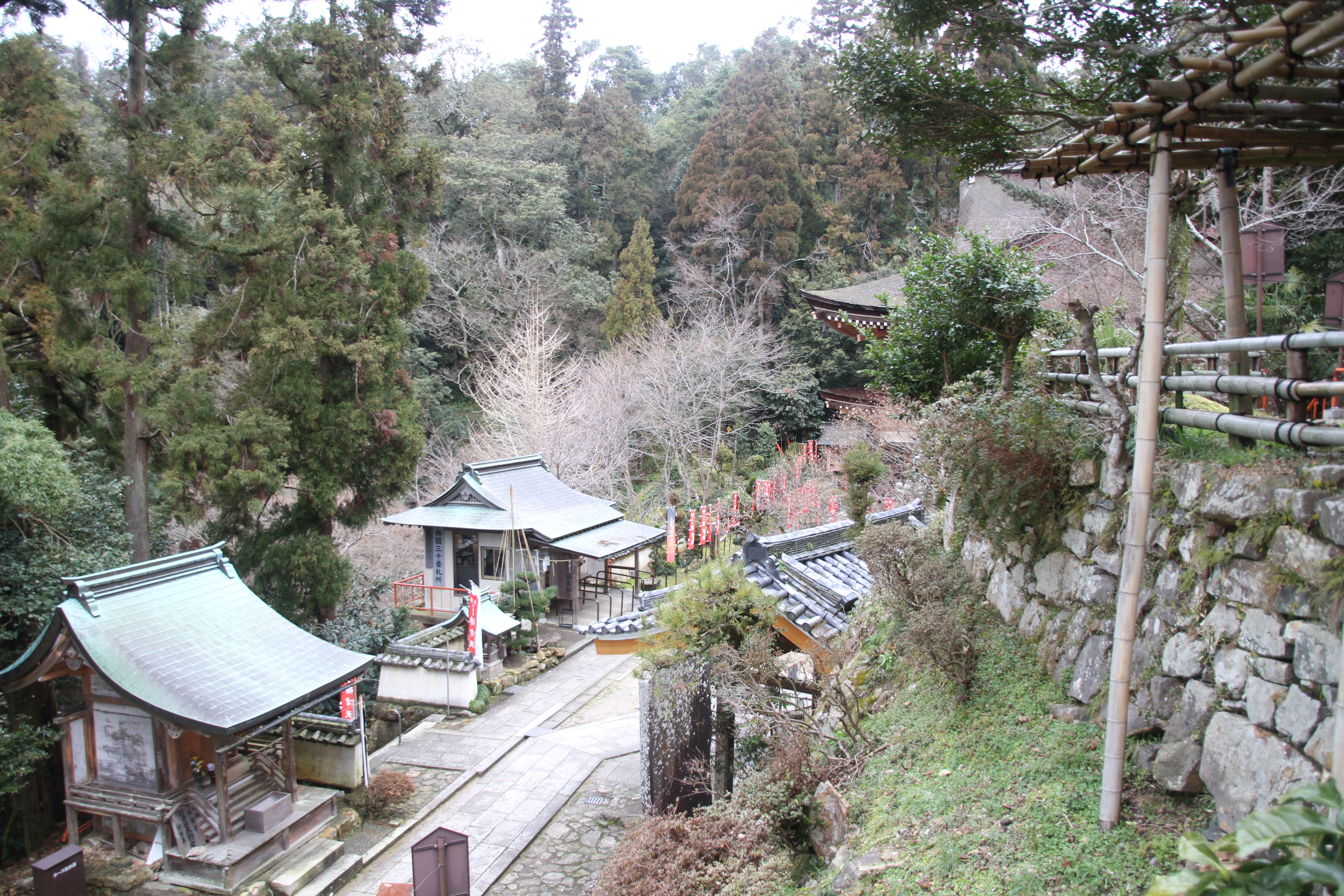
Cheminement entre sanctuaire et temple
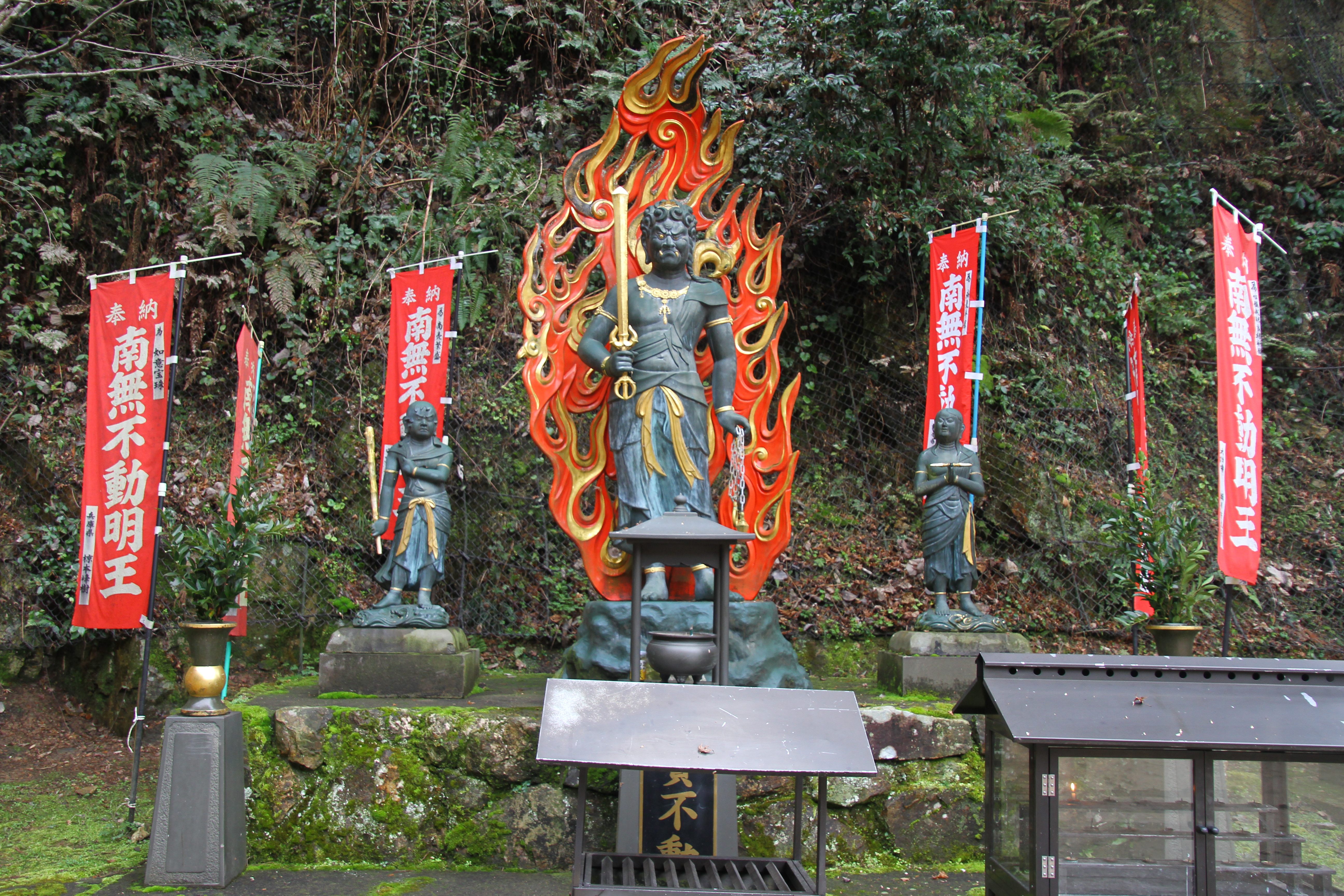
Fudo Myoo dans un groupe de divinités
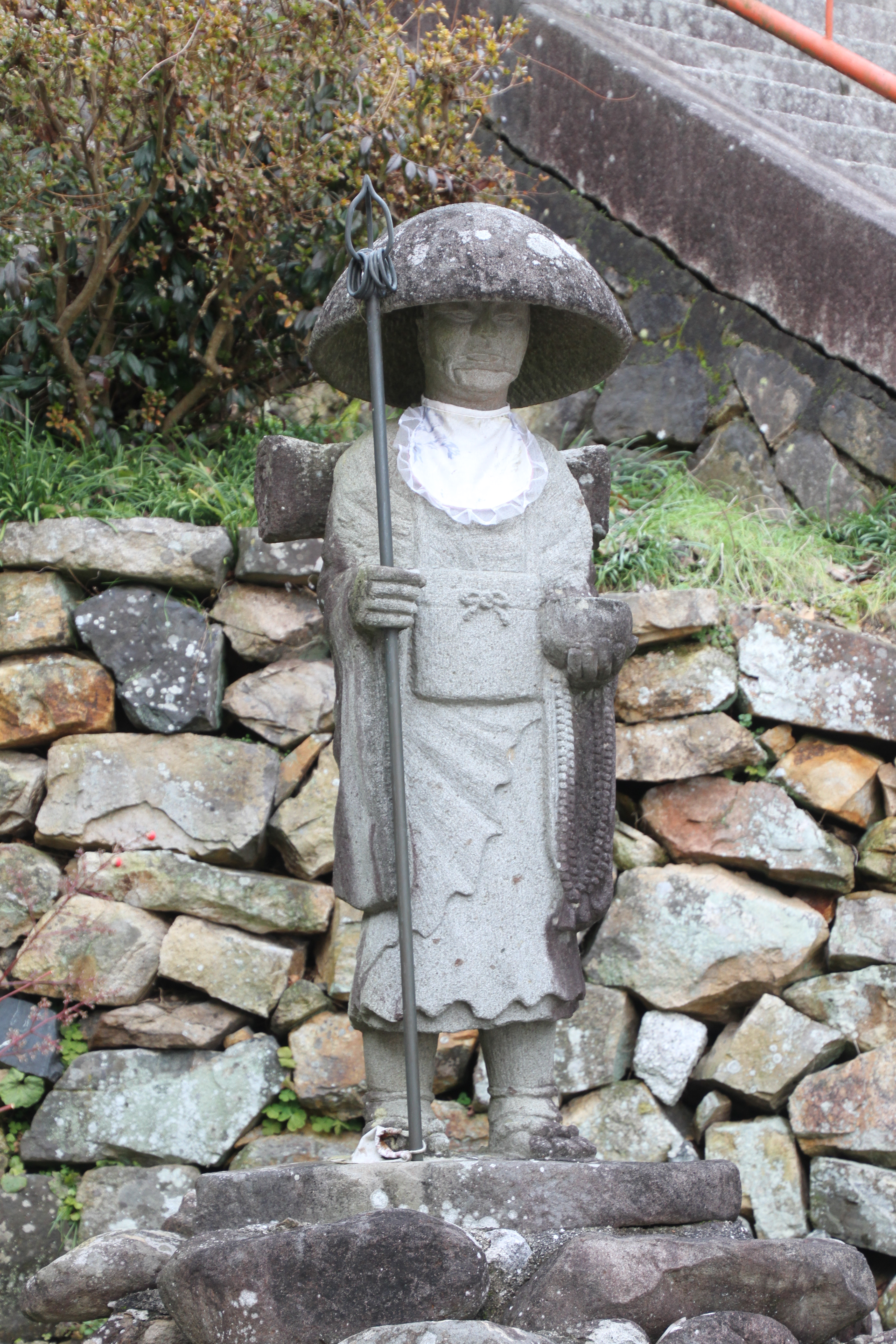
Kukai